# Bieber (Rodau)
Die  Bieber, auch der oder die Bieberbach genannt, ist ein etwa 17 km langer linker Zufluss der Rodau bei Mühlheim am Main im Landkreis Offenbach in Hessen.

## Geographie

### Verlauf

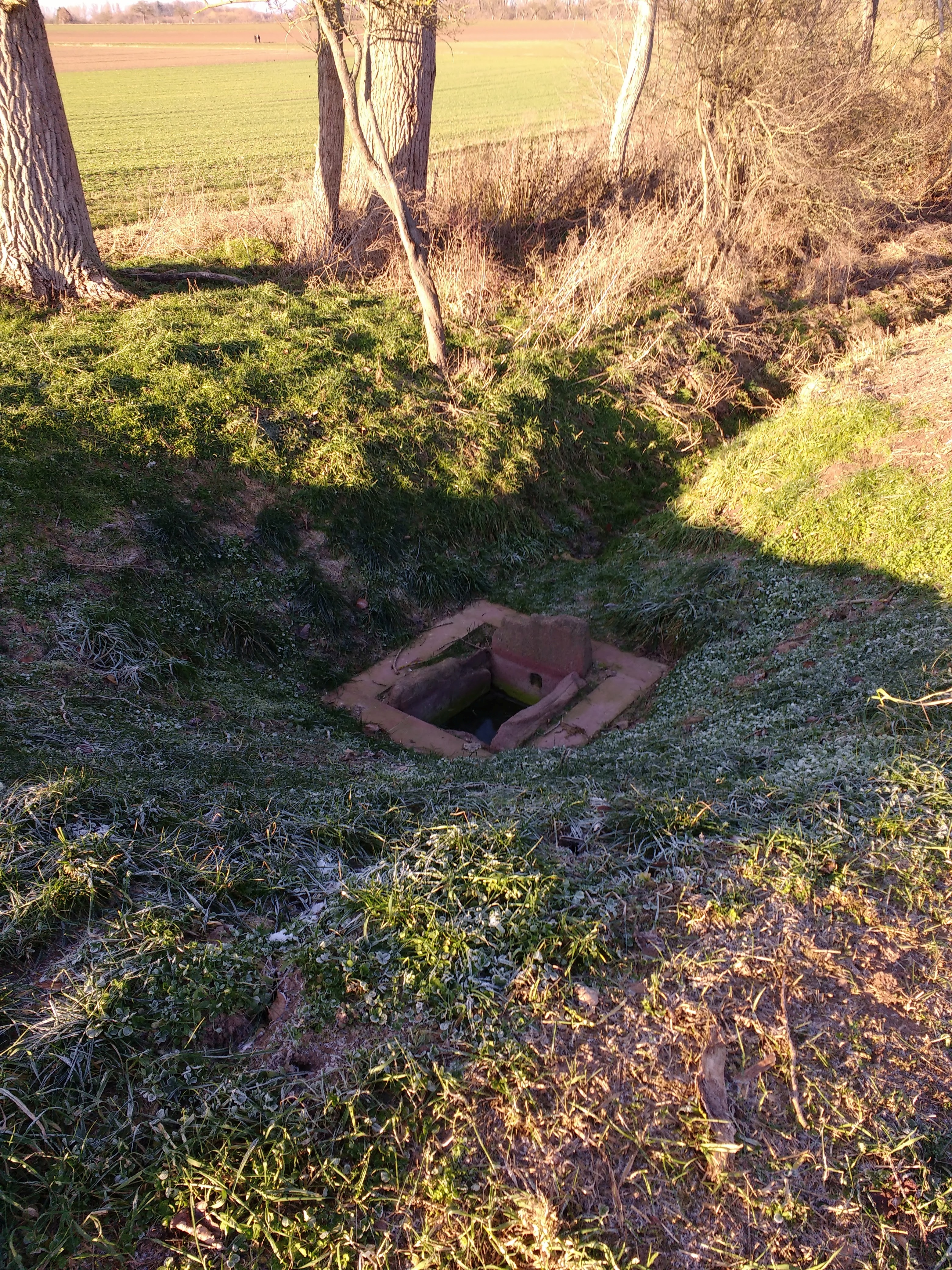
Die Bieber-Quelle

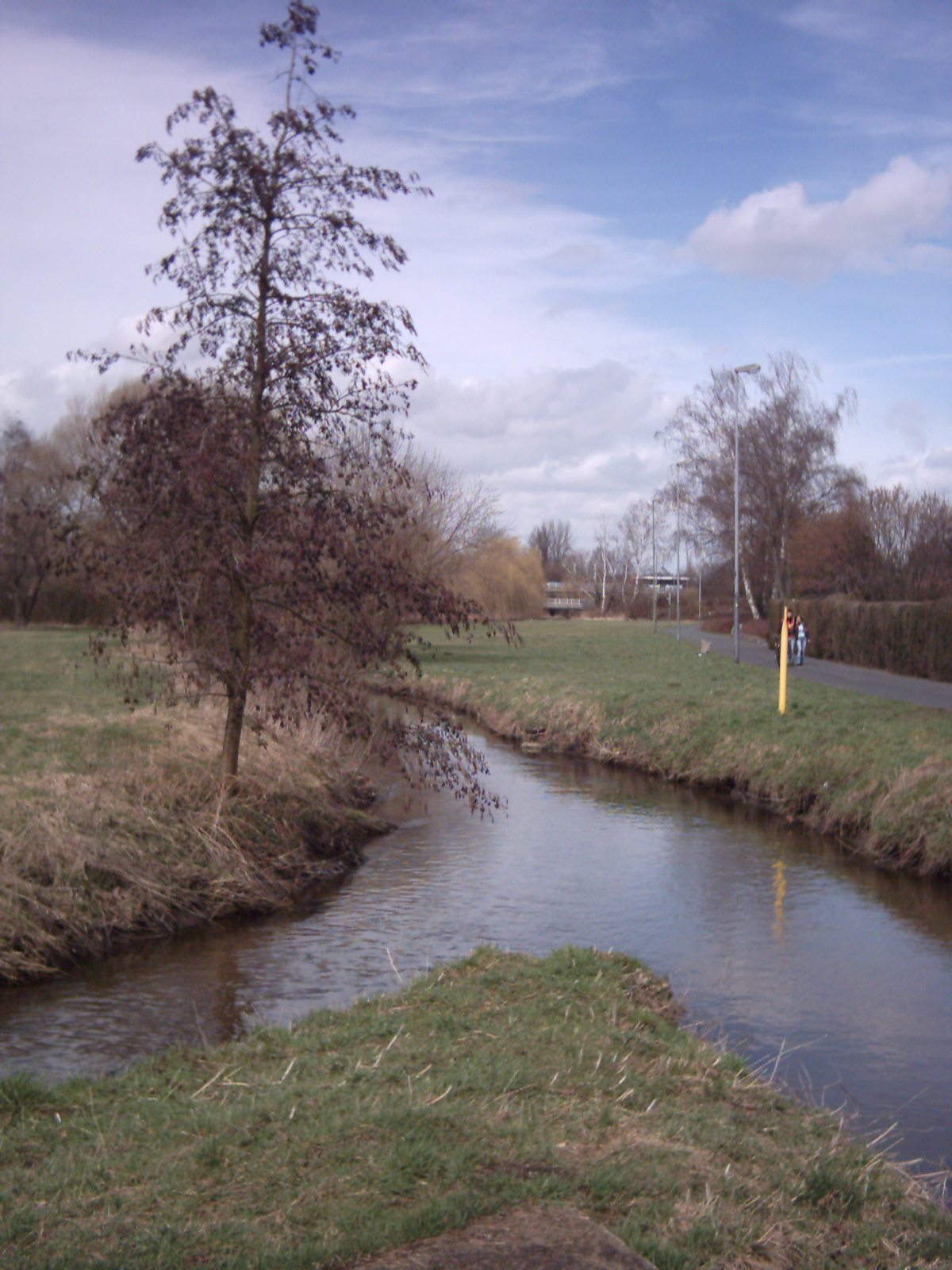
Mündung der Bieber in die Rodau bei Mühlheim

Die Bieber entspringt auf einer Höhe von etwa 180 m ü. NHN nordöstlich von Dreieich-Götzenhain im Feld „Am grünen Born“ etwas westlich eines Gehöfts Am Kirchborn und fließt von dort in Richtung Nordosten. Sie nimmt den rechten Quellast Kirchborn auf und zieht dann durch die Südspitze des Waldes Lichteichen, wo sie den Wollwiesenteich durchfließt, in dem sie von links einen weiteren Zulauf erfährt. Nach Wiedereintritt in die Feldflur durchquert sie bald die Kreisstadt Dietzenbach und tritt dahinter zwischen Dietzenbach und Heusenstamm wieder in den Wald ein, wo sie am Patershäuser Hof vorbei durch seine lange Waldlichtung zieht, hier Liliengraben genannt.
Gegen Ende der Lichtung zu nimmt sie von Süden den  Schmittgraben auf und kehrt sich dann in dessen Fließrichtung nach Norden, durchquert Heusenstamm, passiert das Heusenstammer Schloss und wird dann unter der querenden  A 3 durchgeführt. Sie tritt in ungefährem Parallellauf zur S-Bahn nach einem weiteren Wald-und-Feld-Abschnitt von den Strutäckern in den Offenbacher Stadtteil Bieber ein und kehrt sich darin nach Nordosten.
In Bieber läuft sie ab der Obermühle unterirdisch in einem Rohr und tritt erst wieder an der Flurgrenze des Ortes ans Tageslicht. Nach dem Unterqueren der B 448 zieht sie durch die Feldmark an der Käsmühle und begleitet von einem breiten Wiesenstreifen durch den Wald östlich von Offenbach.
Dahinter berührt sie das Wohngebiet Markwald von Mühlheim und mündet dann wenig nördlich davon auf einer Höhe von etwa 103 m ü. NHN  von links und Südwesten gegenüber dem Henningweg in die Rodau, die nach etwa einem letzten Kilometer Nordlauf danach bald in den Main mündet.
Der 16,8 km lange Lauf der Bieber endet etwa 77 Höhenmeter unterhalb ihrer Quelle, er hat somit ein mittleres Sohlgefälle von etwa 4,6 ‰.

### Zuflüsse
auch höherer Ordnung (eingerückt), von Quelle zu Mündung. Gewässerlängen und Seegröße abgemessen auf dem Hessenviewer.

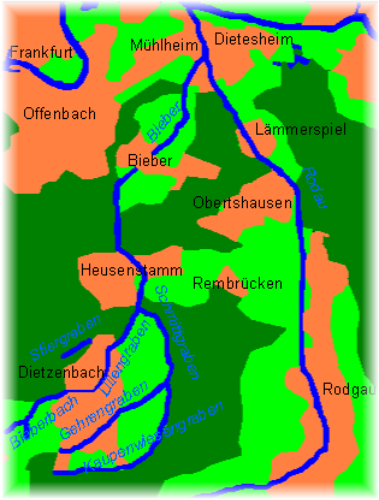
Lauf der Bieber und ihrer Quellbäche

Quelle des Bieberbachs, nordöstlich von Dreieich-Götzenhain im Feld „Am grünen Born“ weniger als 0,3 km westlich eines Gehöfts Am Kirchborn.
- Kirchborn, von rechts kurz vor dem Waldeintritt in die Südspitze von Lichteichen, ca. 1,0 km. Quelle etwa 500 m südöstlich des Gehöfts. Der Hauptquellast ist nur wenige Meter länger als dieser.
- Durchläuft im Wald den länglichen Wollwiesenteich, ca. 1,4 ha.
- Königs- oder Luderbach, von links im Wollwiesenteich, ca. 1,3 km. Entsteht östlich der L 3317 zwischen Götzenhain und dem Neuhof im Norden und fließt nach Osten, offenbar in einer gemeinsamen Grabenlinie mit dem ebenfalls Luderbach genannten Königsbach, der von hier aus nach Norden läuft.[4]
- Stirngraben
- Stiergraben, von links in Dietzenbach kurz vor der Unterquerung der Bahnlinie, ca. 1,7 km. Entsteht neben der B 459 beim Schützenhaus am westlichen Siedlungsrand von Dietzenbach.
- Schmittgraben, von rechts nahe dem Rand des Waldes südlich von Heusenstamm an der Nordspitze der Flurinsel darin, die am Paterhauser Hof beginnt, um 4,0 km ab Zusammenfluss, 9,3 km mit dem etwas längerem rechten Quellast Kaupenwiesengraben. (Der Bieberbach-Oberlauf heißt hier Liliengraben und ist insgesamt etwas über einen Kilometer kürzer.) Entsteht aus dem Zusammenfluss von Gehrengraben und Kaupenwiesengraben am Ostrand des Dietzenbacher Gewerbegebietes zum Wald. Fließt in einem Bogen von Südost nach Nordost durch den Wald im Osten des Patershauser Hofes.
  - Gehrengraben, linker Quellast des Schmittgrabens, ca. 5,0 km. Entsteht eben jenseits der L 3001 wenig nordwestlich von Hexenberg. Zieht zwischen Hexenberg und Dietzenbach durch und quert im Süden und Osten die Dietzenbacher Gewerbezone.
  - Kaupenwiesengraben, rechter Quellast des Schmittgrabens, ca. 5,4 km.  Entsteht unmittelbar am südlichen Siedlungsrand von Hexenberg. Zieht in einem Bogen am südlichen und östlichen Rand der Dietzenbacher Flur zum Wald entlang.

Mündung des Bieberbachs an der Nordspitze des Wohngebiet Markwald von Mühlheim von links und Südwesten in die Rodau.

## Natur und Umwelt

### Schutzgebiet

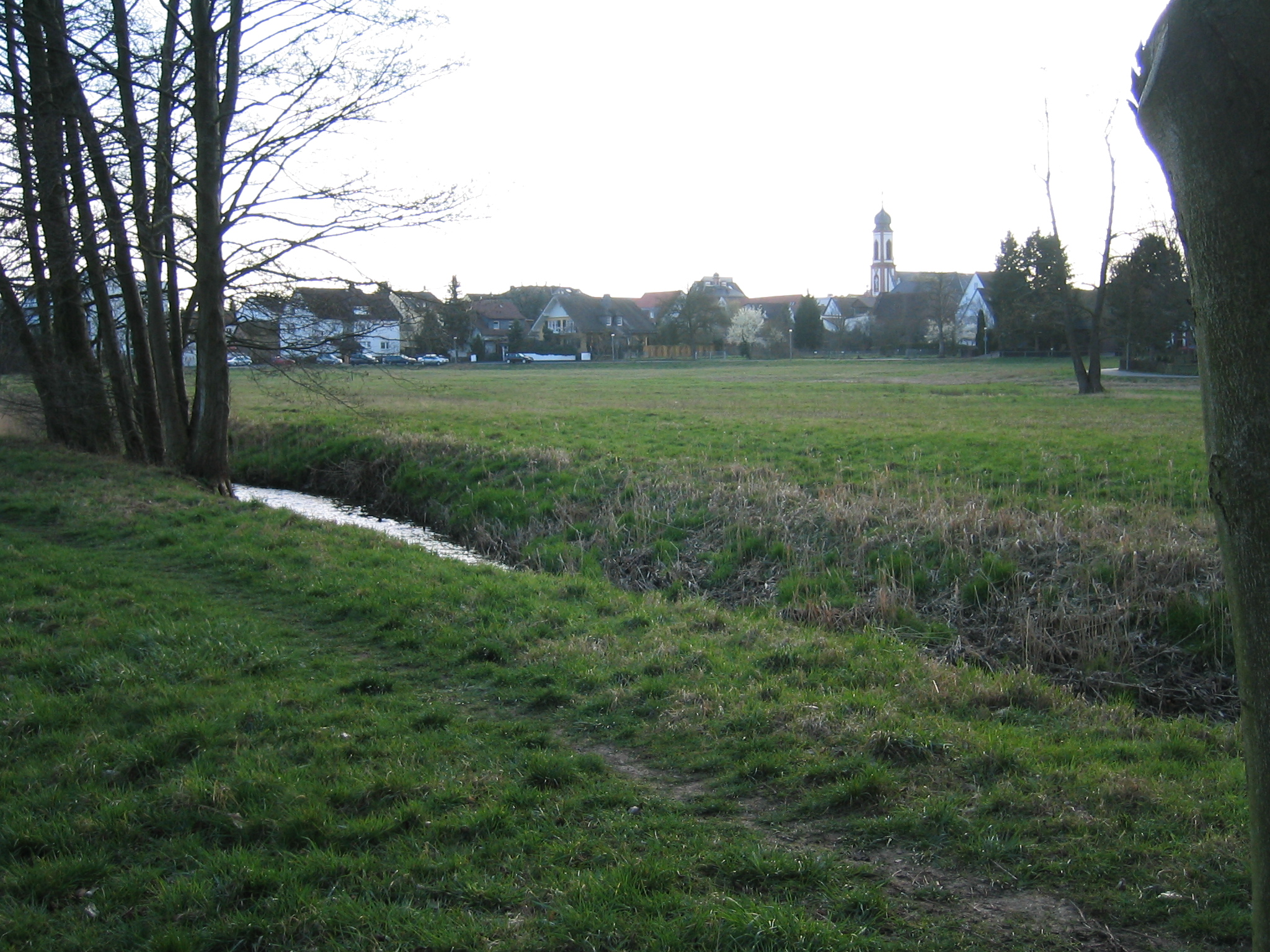
Heusenstammer Stadtkulisse mit Bieber im Vordergrund

Die Bachaue ist ein wichtiges Kaltluftentstehungsgebiet für die kreisfreie Stadt Offenbach am Main. Zwischen dem Offenbacher Stadtwald (Laufabschnitt von Heusenstamm bis Bieber) und dem Mühlheimer Wald durchfließt der Bach fast nur offenes Wiesen- und Ackerland. Der Talraum ist als Landschaftsschutzgebiet geschützt, den nur die Bebauung des gleichnamigen Ortes Bieber unterbricht.

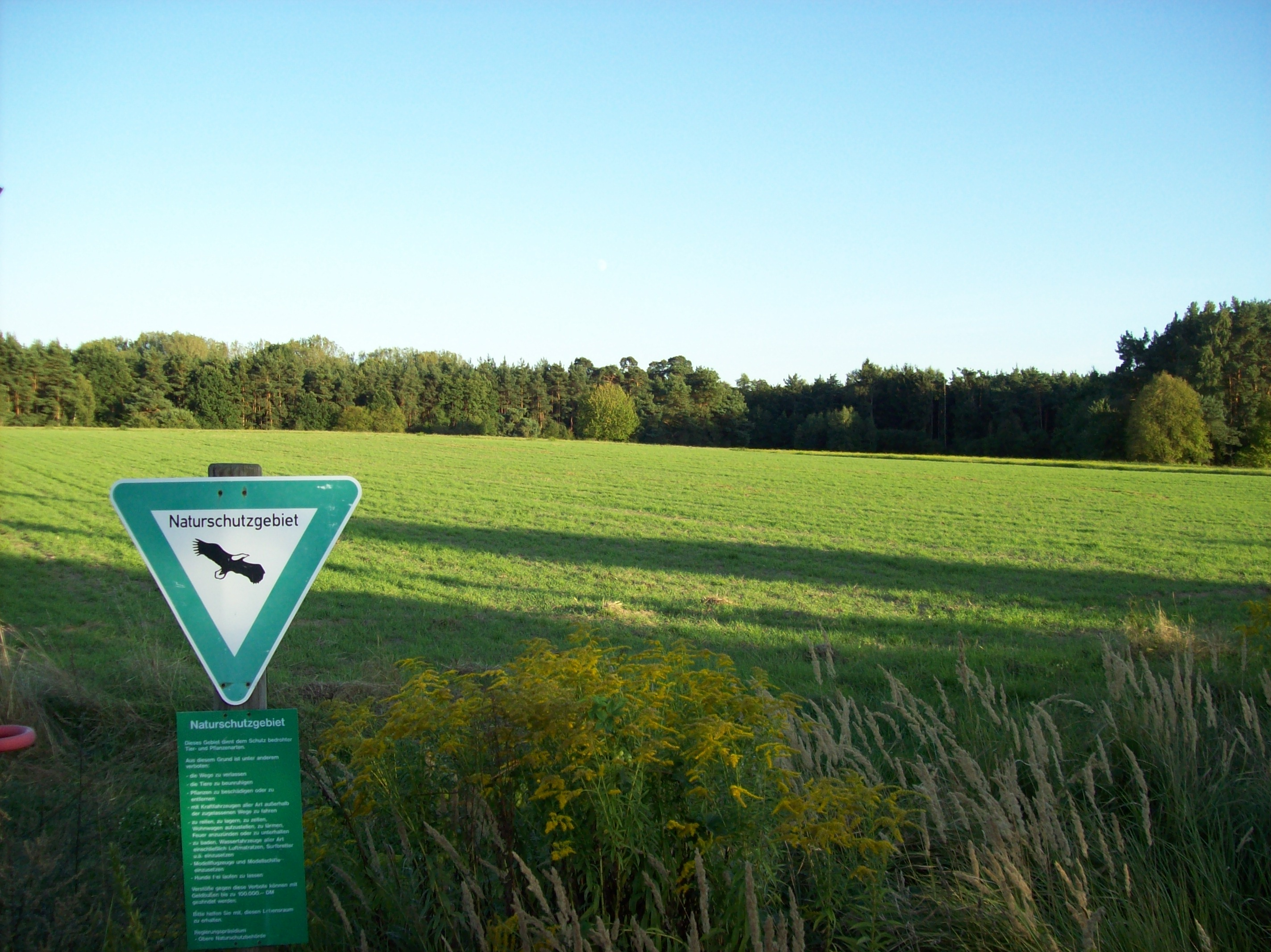
„Naturschutzgebiet Erlensteg von Bieber“

Die Bieber durchfließt auf etwa 600 Metern Länge das Naturschutzgebiet Erlensteg von Bieber (östlich des Bachverlaufes zum Teil im Bieberer Wald gelegen) mit Orchideenwiesen. Hier und in dem sich nördlich anschließenden Landschaftsschutzgebiet Bieberbach Süd, bis zum Ortseingang des Ortes Bieber, wird die Wasserführung des Baches durch oberflächennahes Sickerwasser und die Einmündung mehrerer Drainagegräben aus dem benachbarten Wald verbessert.
Die Bieber durchfließt im Landschaftsschutzgebiet Bieberbach Süd einen ökologisch wertvollen Bereich mit Nass- und Feuchtwiesen. Hier leben viele Vogelarten, darunter einige gefährdete. An Fischarten kommen in der Bieber Gründling und Schmerle vor. An den Ufern des inzwischen wieder klaren Baches sind artenreiche Mähwiesen neben dunklen Bruchwäldern Lebensraum für viele Tier- und Pflanzenarten. Zu den vorkommenden Vogelarten zählen Habicht und Wachtel.
In der Nachbarschaft der Bieber befindet sich bei Heusenstamm das Naturschutzgebiet Nachtweide von Patershausen.
„Der ökologische Gewässerzustand ist im Bereich Dietzenbachs gut, im Bereich Heusenstamms unbefriedigend und im Bereich Biebers auf der Südseite des Ortes mäßig, auf der Nordseite bis zur Mündung in die Rodau gut.“ (Stand: 2007). Das Hessische Landesamt für Umwelt und Geologie in Wiesbaden stuft die Bieber gemeinsam mit der Rodau zu den „am stärksten verschmutzten Gewässern in Hessen“ ein. So führe der Bach einen extrem hohen Anteil von geklärtem Wasser. Die Gewässergüteklasse entspräche der Stufe III bis IV (sehr stark verschmutzt). Dabei gehe es weniger um die tatsächliche Qualität des Wassers, sondern das Verhältnis von natürlichem Bachwasser zu geklärtem Wasser. Das Landesamt empfiehlt daher, nicht im Bach zu baden. Kleinkrebse oder kleine Schnecken kommen in der Bieber nur in geringer Zahl vor und auch Kieselalgen finden hier keine günstigen Lebensbedingungen.

### Renaturierungsmaßnahmen

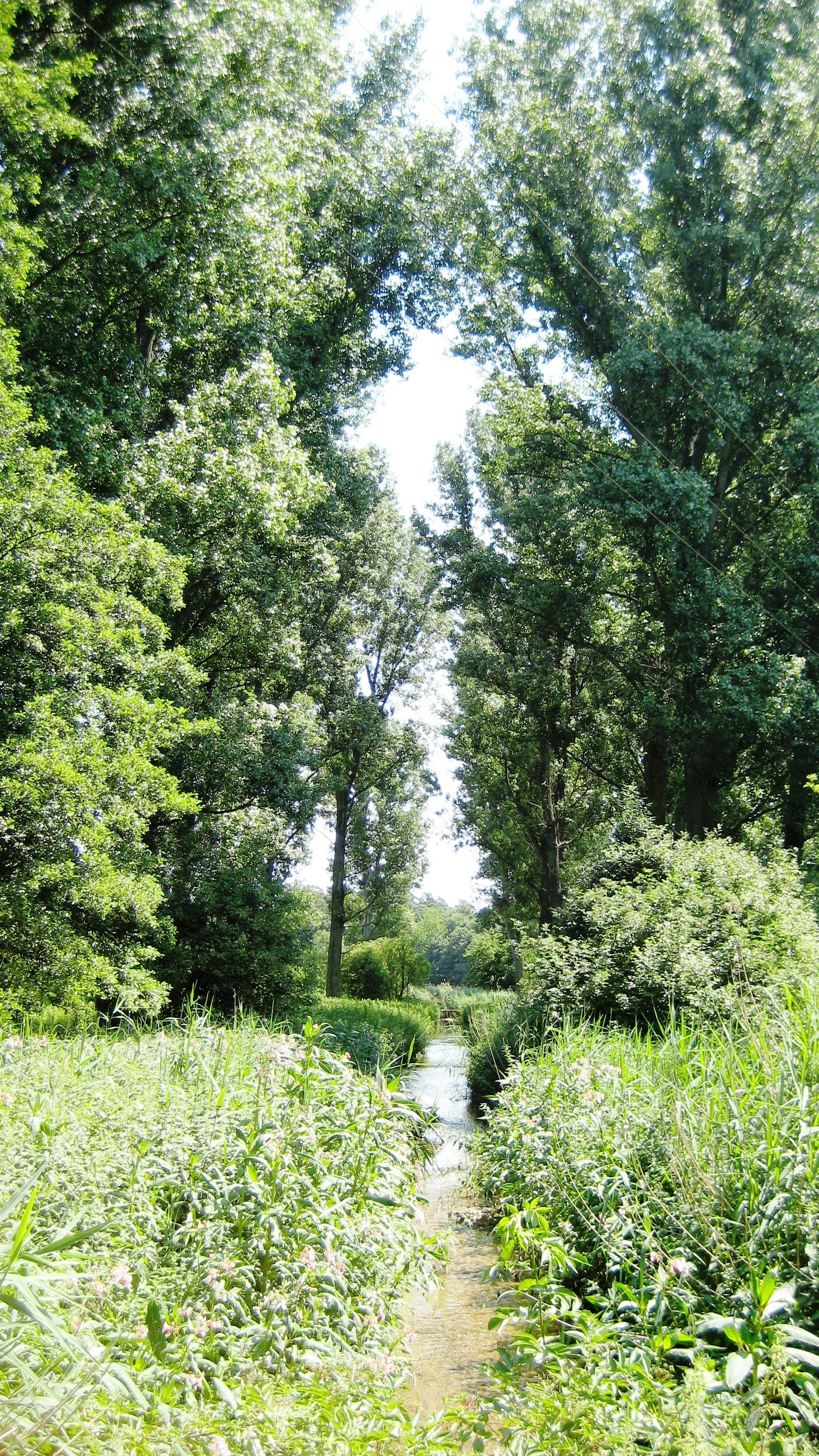
Renaturierter Bachverlauf in Heusenstamm, in der Nähe des Hofgutes Patershausen

Auf Mühlheimer Gemarkung sollten ab November 2007 die Renaturierungsmaßnahmen beginnen. Zwischen Käsmühle und Ulmenstraße im Wohngebiet Markwald möchte die Stadt Grundstücke aufkaufen und künftig als Retentionsfläche nutzen. Bei Hochwasser könnte dieses Gelände als Überflutungsfläche dienen. Hierfür stehen Fördergelder der EU in Höhe von 51.900 Euro zur Verfügung.
Zwischen Ulmenstraße und Mündung der Bieber in die Rodau soll der Bach wieder an die Auenlandschaft in der Umgebung angeschlossen werden.
Außerdem sollen Sand- und Kiesbänke angelegt und Nebenarme und Stillwasserzonen eingerichtet werden. Die Kanalisierung an dieser Stelle würde damit rückgängig gemacht. Auch hierfür stehen Fördergelder der EU zur Verfügung (397.340 Euro).
Auch auf Bieberer Gemarkung, am Abschnitt zwischen Bieber und Käsmühle, begannen 2007 umfangreiche Renaturierungsmaßnahmen. So soll auch die durchgängige Wiesenlandschaft von Bieber bis zur Mündung wiederhergestellt werden und in Zukunft wieder von Landwirten gepflegt werden. Eigentlich sollten die Arbeiten im Frühjahr 2007 beginnen, sie wurden jedoch wegen unpassender Witterung auf Herbst 2007 verschoben.
Auf dem Heusenstammer Stadtgebiet sind ebenfalls Renaturierungsmaßnahmen geplant. Zunächst soll der nördliche Teil des Baches zwischen Woogbrücke und Stadtgrenze renaturiert werden. Geplant ist, durch Verankerung von Totholz im Bach die Herausbildung von Schlingen und Schleifen zu fördern. Auch durch Geschiebe aus Feinkies soll diese Mäandrierung unterstützt werden. Durch Ruhesteine im betonierten und schnellfließenden Bereich möchte man die Fischwanderung unterstützen, da sich aufwärts ziehende Fische im langsam fließenden Wasser hinter diesen Steine ausruhen können. Mit der Anpflanzung von Erlen und Stieleichen soll eine Auenwaldbegrünung geschaffen werden. Die Arbeiten in Heusenstamm könnten im Herbst 2009 beginnen, wenn bis dahin alle Genehmigungen vorliegen. Der Eigenanteil der Stadt Heusenstamm für diese Maßnahmen beträgt circa 60.000 Euro.
Der südlich der Stadt Heusenstamm gelegene Teil des Baches soll ebenfalls renaturiert werden. Zuvor muss sich die Stadt Heusenstamm über die Einzelheiten mit der Stadt Dietzenbach verständigen.
Der Schmittgraben führt gewöhnlich nur bis kurz hinter dem Industriegebiet in Steinberg Wasser. Allein bei Starkregen fließt Wasser bis zur Bieber. Im Wald ist der Bachlauf teilweise unterbrochen.

## Geschichte

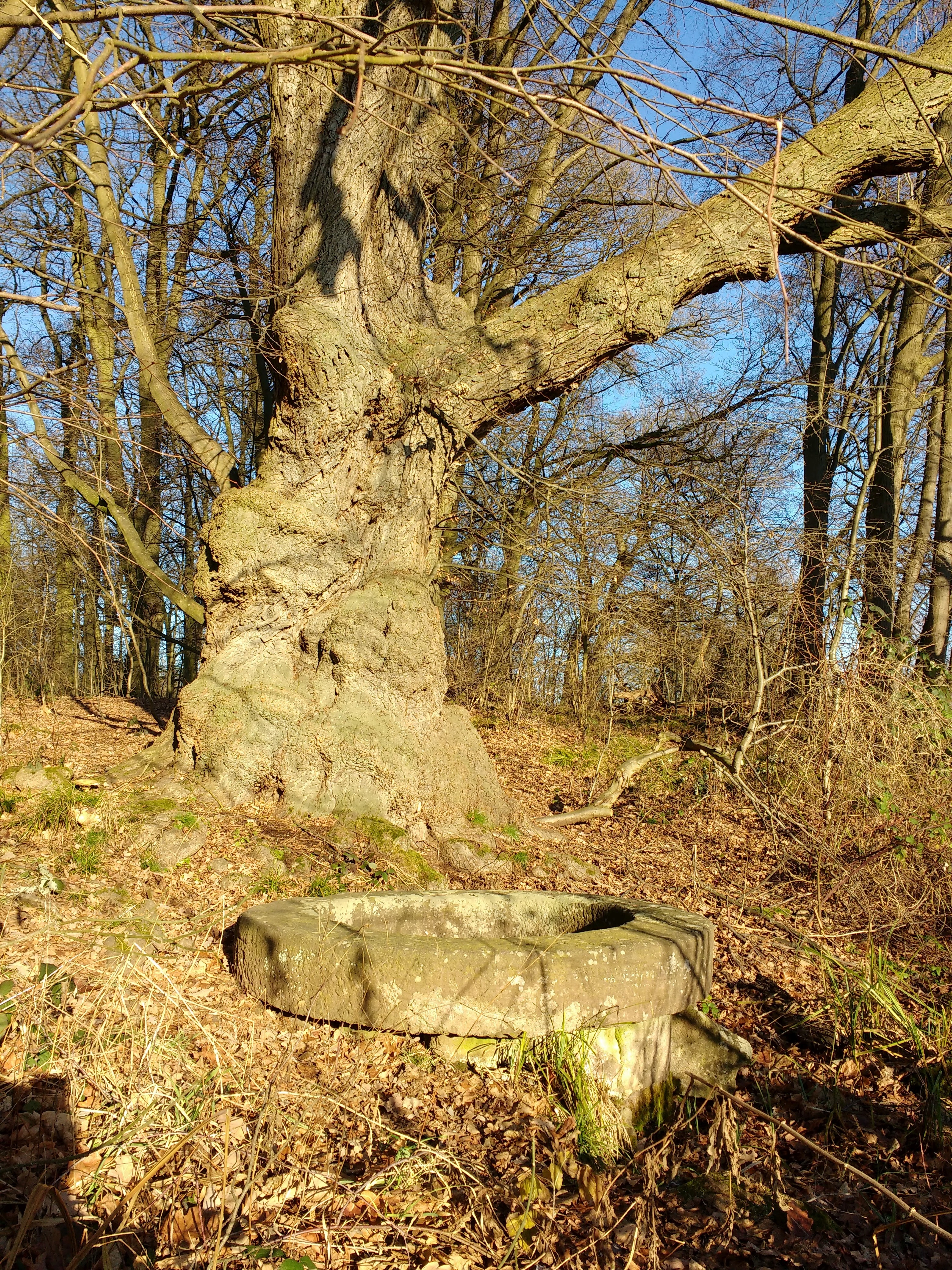
Der Kirchborn

Die Bieber durchfließt nur wenige hundert Meter nach ihrer Quelle den Kirchbornweiher, einen als Naturdenkmal ausgewiesenen Gemarkungsbereich von Götzenhain. Dort befindet sich ein weiterer Quellbereich, der die Bieber speist. In unmittelbarer Nähe davon wurde 1927 ein römischer Kalkbrennofen ausgegraben. Auch befinden sich hier Reste eines römischen Gutshofes, einer Villa rustica, der von der Mitte des 2. bis ins 3. Jahrhundert n. Chr. bewohnt war.

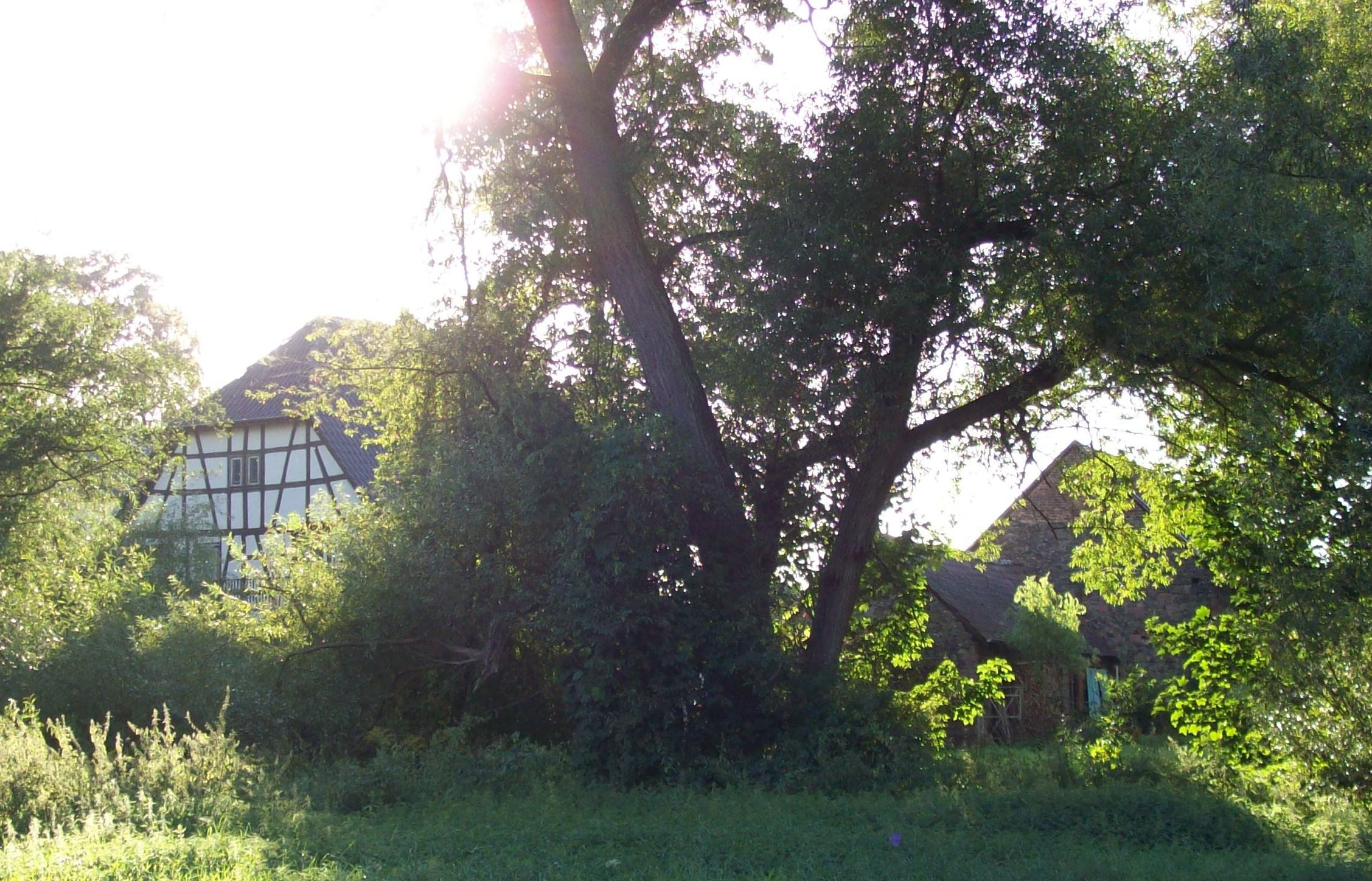
Die Käsmühle nördlich von Bieber

Am Ufer des Baches standen zahlreiche Mühlen, alleine in Bieber waren es fünf. Im Mittelalter führte die Bieber weitaus mehr Wasser als heute, so dass Fischfang möglich war. Sie floss durch die Biebermark, und nur Märker durften in ihr fischen. Im 20. Jahrhundert verschlechterte sich die Wasserqualität stark, da die Orte am Bachlauf ihr Abwasser in die Bieber einleiteten. Durch den Bau von Kläranlagen wurde die Wasserqualität wieder verbessert. Die Bieber ist stellenweise kanalisiert und im Offenbacher Stadtteil Bieber seit 1963 verrohrt. Am 9. August 1981 kam es infolge schwerer Regenfälle, besonders im Einzugsgebiet des Bieberbaches, zu schweren Überflutungen in der Ortsmitte von Bieber. In Dietzenbach, wo die Bieber unter dem Rathaus hindurchfließt, setzte das damalige Hochwasser den Rathauskeller unter Wasser und beschädigte die Akten des Stadtarchivs.

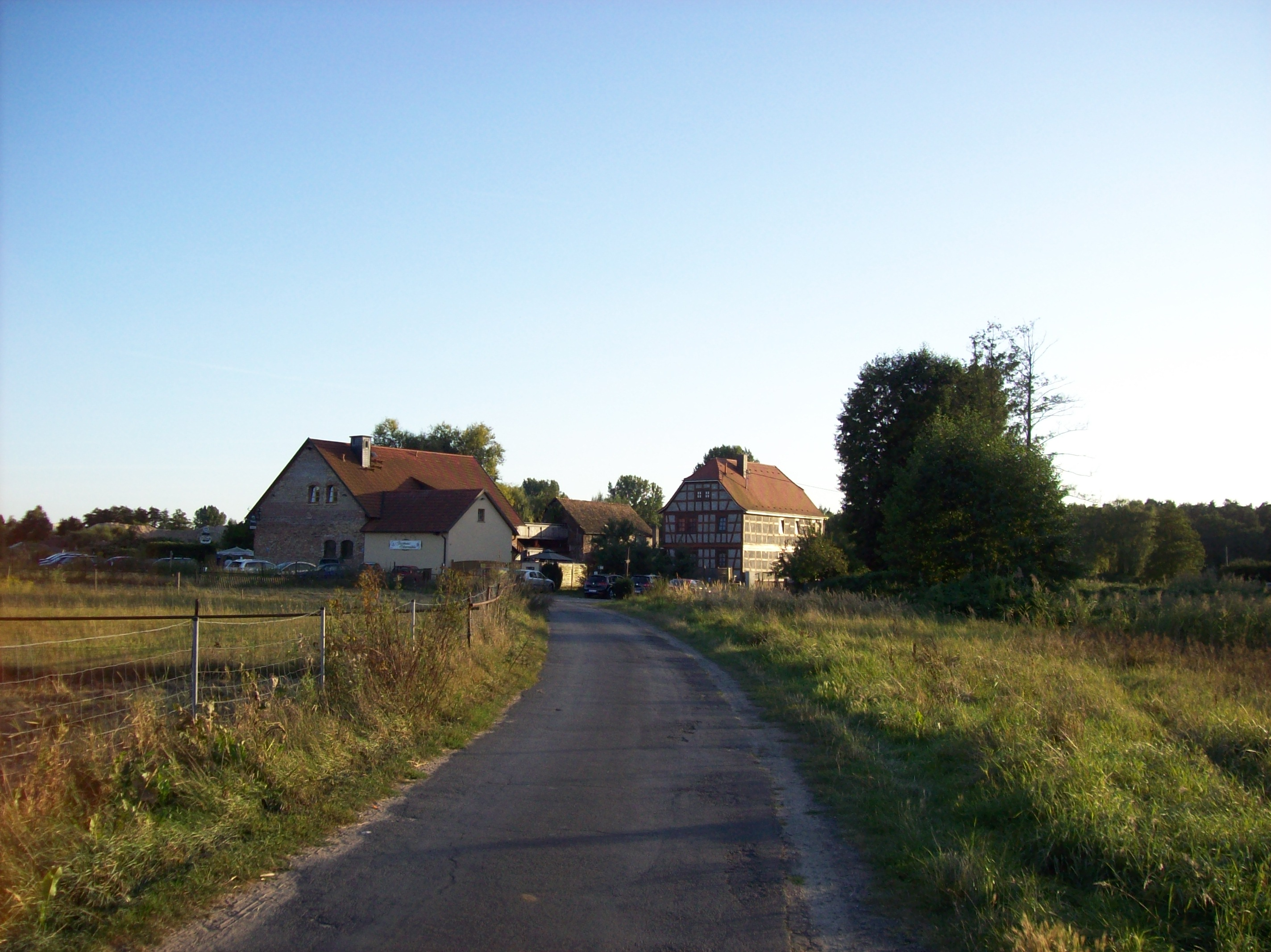
Die Obermühle südlich von Bieber

Ab dem Jahr 2007 wurden umfangreiche Renaturierungsmaßnahmen in der Bieberer und Mühlheimer Gemarkung begonnen (siehe oben). In Dietzenbach sollen seit 2012 ein 600 Meter langer Damm und Regenrückhaltebecken sowie die naturnahe Gestaltung des Bachlaufeses helfen, Überschwemmungen wie die des Jahres 1981 zu vermeiden.
Der Bach ist wahrscheinlich der Namensgeber des heutigen Offenbacher Stadtteils Bieber und damit indirekt auch für den Bieberer Berg, das gleichnamige Stadion und die historische Biebermark. Die früheren Schreibweisen des Ortsnamens wie Bieberau und Bieberaha lassen darauf schließen, denn die Wortendungen -aha und -au bedeuten in den alten germanischen Sprachen so viel wie Wasser. Der Name selbst ist wohl keltischen Ursprungs und steht wahrscheinlich im Zusammenhang mit dem Tier Biber (keltisch: bevere), das allerdings in geschichtlicher Zeit nicht am Bach nachgewiesen ist. Der im Mittelalter wüst gewordene Ort Rennigishausen befand sich am Ufer der Bieber. Die dazugehörige Mühle wird seit April 2009 archäologisch ausgegraben.
Der Paterhäuser Hof bei Heusenstamm sowie Obermühle und Käsmühle bei Offenbach-Bieber (Teil der Hessischen Apfelwein- und Obstwiesenroute), alle am Ufer des Baches gelegen, sind beliebte Ausflugsziele in der Region.